# Prefectura de Wakayama
La prefectura de Wakayama (和 歌 山 県) és a la regió de Kinki sobre l'illa de Honshu al Japó.

## Geografia
A la prefectura de Wakayama hi ha nou ciutats:
- Arida
- Gobō
- Hashimoto
- Iwade
- Kainan
- Kinokawa
- Shingū
- Tanabe
- Wakayama (capital)